# Biharkeresztes
Biharkeresztes (a középkorban: Fancsal, gyakran csak: Keresztes) város Hajdú-Bihar vármegyében, a Berettyóújfalui járásban, közvetlenül a román határ mellett, fontos közúti és vasúti határátkelőhely Románia felé. Földrajzi elhelyezkedése miatt jelentős szerepet tölt be a magyar–román kapcsolatokban, különösen a határ menti forgalomban és kereskedelemben. Csupán 20 km-re fekszik nyugatra Nagyváradtól, Debrecentől pedig 45 km-re keletre.

## Nevének eredete
Biharkeresztes nevének eredete a középkori birtokviszonyokra vezethető vissza. A település első ismert neve Fancsal volt, amelyet 1214-ben említettek először oklevélben. Ez a név valószínűleg az Árpád-korban használt „Fancs” (Fonch) személynévből ered.
A 13. század végén a falu a váradi egyház birtokába került, és két részbirtokosa volt: az egyik a váradi káptalan, a másik pedig a váradi Szent Kereszt oltár mestere. Valószínűleg innen ered a falu új neve, mivel 1374-től kezdve Keresztes néven említették.
A „Keresztes” név tehát a Szent Kereszt oltárhoz való tartozásra utal, és metonimikus úton jött létre, azaz a birtokosra utaló névként. A „Bihar” előtag pedig a település földrajzi elhelyezkedését jelzi, mivel a város a történelmi Bihar vármegye területén található.

## Fekvése
Az Észak-Alföldi régióban, Hajdú-Bihar vármegye délkeleti részén fekszik, Debrecentől 50 kilométerre, a magyar-román határtól 6 kilométerre. Vasútállomása egyben határállomás is, a várost átszelő vasútvonal utolsó magyarországi állomása.
Földrajzi szempontból a Bihari-sík egyetlen városa, a kistáj keleti részén fekvő település.
Szomszédai: észak felől Bojt, északkelet felől Bedő, kelet felől Ártánd, dél felől Berekböszörmény, délnyugat felől Told, nyugat felől Mezőpeterd, északnyugat felől pedig Váncsod. Délkeleti irányból Romániához tartozó területek határolják (határszéle mintegy 2 kilométer hosszban egybeesik az államhatárral), a legközelebbi település a határ túloldalán Köröstarján (Tărian).

### Megközelítése

#### Közút
A város területén nyugat-keleti irányban végighalad a 42-es főút, így az ország távolabbi részei felől ez a leginkább kézenfekvő közúti megközelítési útvonala. A főút azonban egy ideje már észak felől elkerüli Biharkeresztes központját, a lakott területeken végighúzódó szakasza azóta alsóbbrendű útként számozódik, 42 122-es útszámmal.
A környező települések közül Komádival a 4215-ös, Ártánddal a 4218-as, Hencidával a 4817-es, Tolddal a 42 121-es utak kötik össze; Debrecentől idáig (Hosszúpályi és Pocsaj érintésével) a 4808-as út húzódik.

#### Vasút
A hazai vasútvonalak közül a várost a MÁV 101-es számú Püspökladány–Biharkeresztes-vasútvonala érinti, amelynek egy megállási pontja van itt. Biharkeresztes vasútállomás a vonal állomásainak viszonylatában Mezőpeterd vasútállomás és a már Romániában fekvő Biharpüspöki vasútállomás között található; fizikailag a város belterületének északi szélén helyezkedik el, a vasút és a 4817-es és 4808-as utak keresztezései között, közúti elérését az előbbi kettőt összekötő 48 316-os számú mellékút (Nagy Sándor utca) biztosítja.

## Története

### Régészeti leletek
A szőlőskert területéről kőkorszaki leletek és római hamvvedrek kerültek a felszínre, amelyek ma a debreceni Déri Múzeumban találhatók. A Nagy Farkasdombról i. e. 4000–2000-ből való festett kerámiaedények kerültek elő és egy rézkori tűzhely. A határból származó bronzkori aranykincs leleteket a Magyar Nemzeti Múzeum őrzi.
A régészeti ásatások bronzkori, avar kori és Árpád-kori településmaradványokat is feltártak.

### Az ókorban itt élt népek

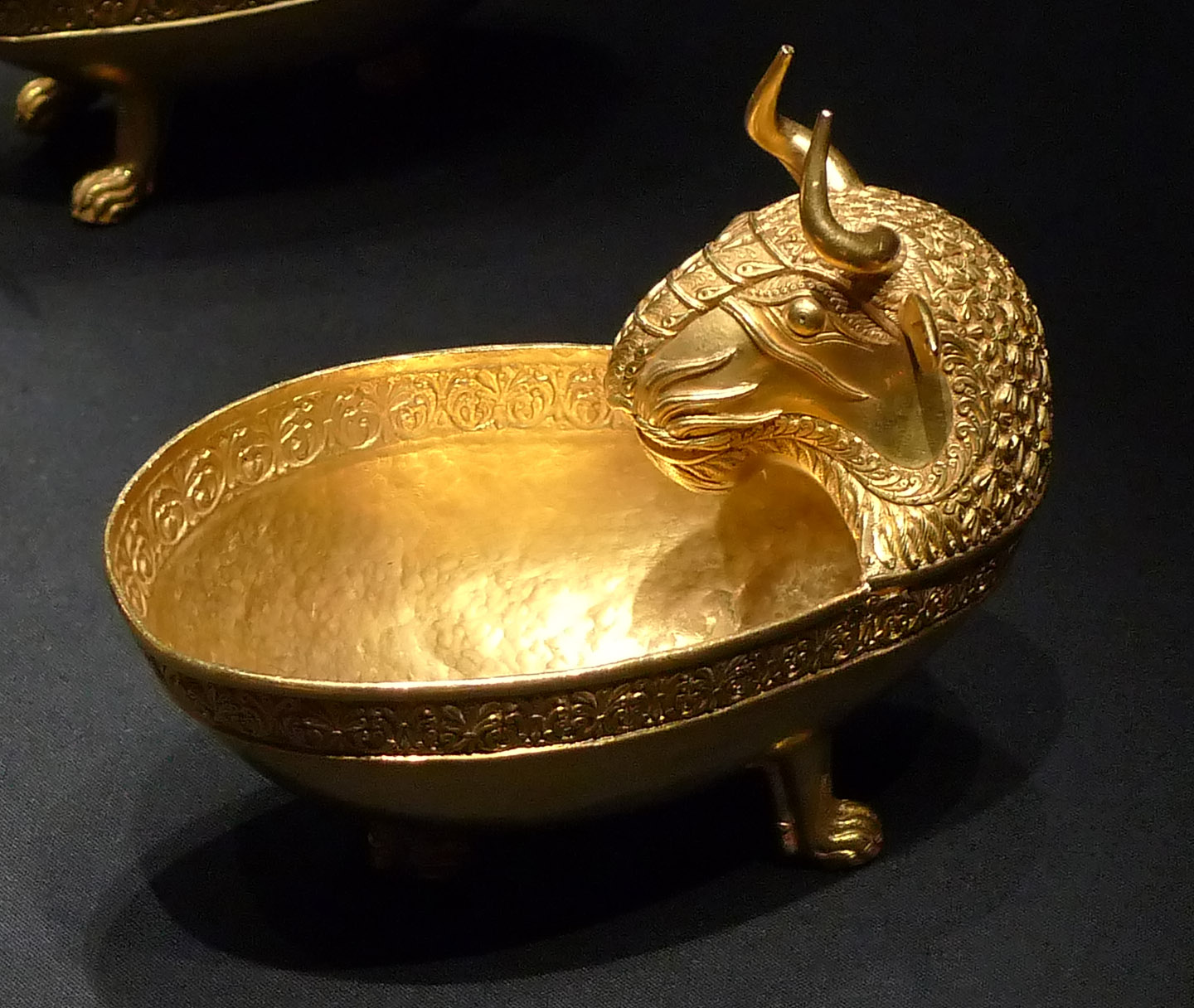
A nagyszentmiklósi avar kori kincs

Biharkeresztes környéke lakott hely volt már az újkőkorban is, ezt a régészeti leletek bizonyítják.
Hazánkban a vaskor az i. e. 1. évezredre esett, s három korszaka volt: korai, középső és késői vaskor. A korai vaskorban a toldi útfélen, a mai temető környékén a szkíták éltek. A késői vaskorban a kelták laktak itt (ennek emlékét őrzik a Nagy Farkasdombon feltárt sírok).
Az időszámításunk kezdetétől már pontosabban nyomon követhetjük, hogy milyen népek váltották egymást a mai város területén: az 1. században a dákok éltek a mai temető környékén. A 2–4. században a Nagy Farkasdombon az iráni nyelvet beszélő nomád szarmaták telepei voltak. A településtől nyugatra halad el az általuk 324 és 337 között épített, az Alföldet körbekerülő Csörsz-árok, vagy más néven Ördögárok nyomvonala.
Az 5–6. században a germán népekhez tartozó gepidák szállták meg a Nagy és Kis Farkasdomb és a toldi útfél környékét. A 7–8. században egy belső-ázsiai eredetű lovas nomád nép, az avarok jelentek meg a tájon (erre utal a Lencsésháton feltárt avar lovas sír).

### A honfoglalás kora
Biharkeresztes környéke kedvelt helye lehetett már a honfoglaló magyaroknak is. Itt jártukat igazolja a Farkasdombon feltárt honfoglalás kori sírlelet.

### A település a középkorban

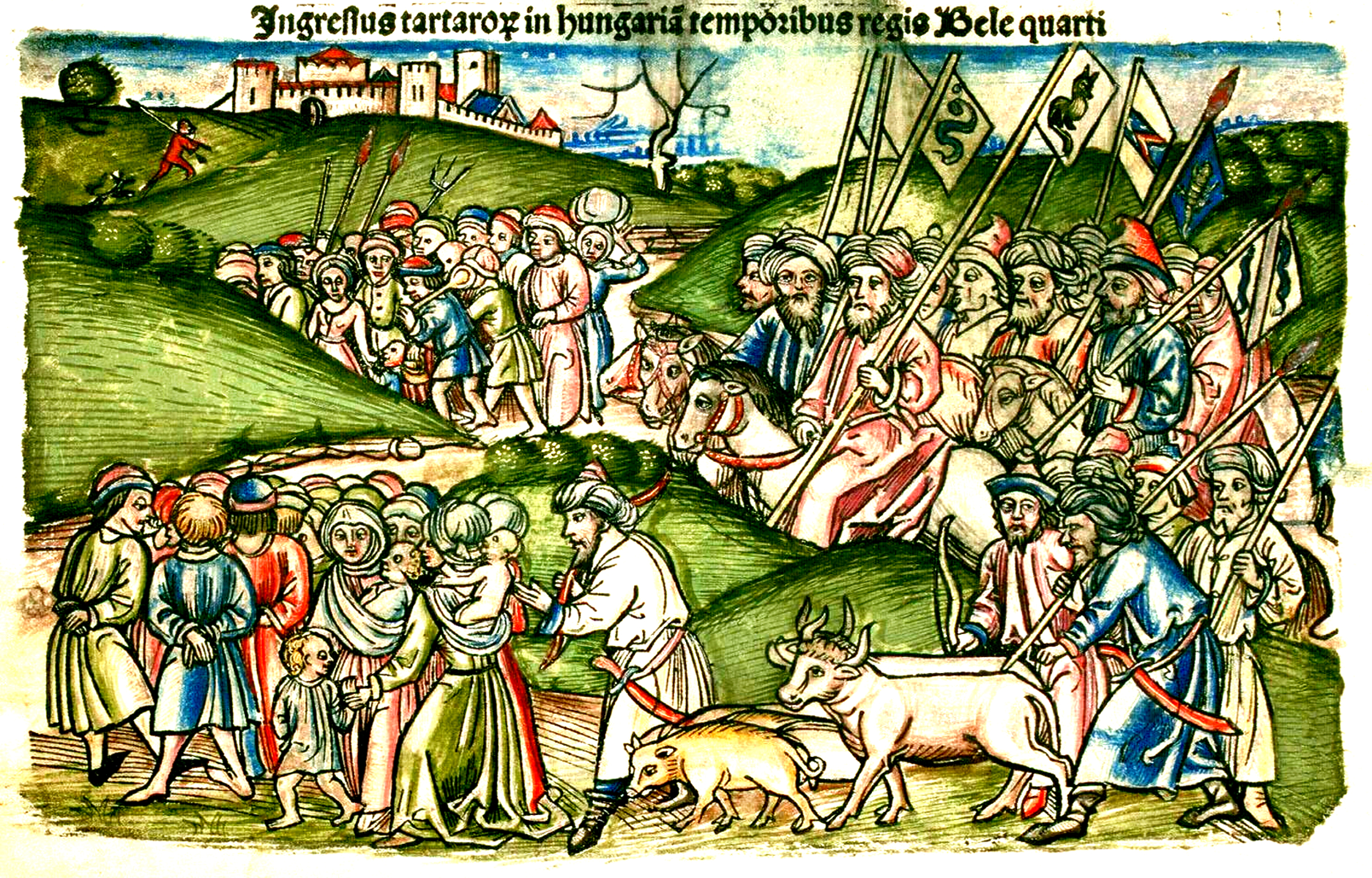
A tatárok betörésének ábrázolása Thuróczi János krónikájában (1488)

A község közvetlen elődje a mai város nyugati oldalán, Told felé terült el, és ebbe később beleolvadt egy Septely nevű másik falu. Az 1208–1235. években e falut említi a Váradi regestrum.
Az első ránk maradt oklevél, amely a mai Biharkeresztest, akkori nevén Fancsalt említi, 1214-ből való. (A „Fancsal” – akkori helyesírással Fonchol – név valószínűleg az Árpád-korban használt „Fancs” (Fonch) személynévből ered.) Ebből tudjuk, hogy a királyi ispánsági alapítású falu első lakói a bihari vár udvarnokai voltak. A települést Boleszló váci püspök a leleszi prépostságnak adományozta.
A tatárjárás (1241–42) idején a falu csaknem teljesen elpusztult, de lakói hamarosan újjáépítették.
A 13. század végén a váradi egyház birtokába került. 1284 és 1290 között két részbirtokosa volt: az egyik a váradi káptalan, a másik a váradi Szent Kereszt oltár mestere. Valószínűleg innen ered a falu új neve: 1374-től Keresztesnek nevezték.

### Újkori története

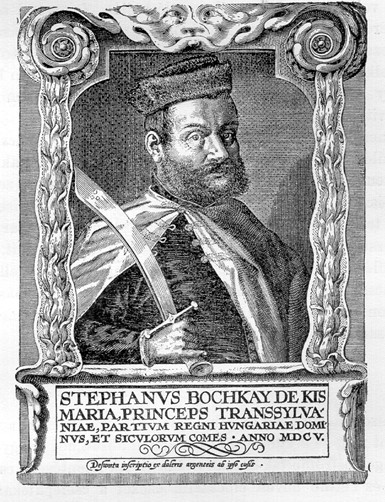
Bocskai István portréja

Az 1552-ben végzett összeírás szerint Keresztes 86 telkes, egységes magyar lakosságú falu volt, abban az időben a vidék legnépesebb helységének számított. Ekkor is a váradi püspökség birtoka, és a sok plébániát magába foglaló Keresztesi alesperesség székhelye. 1554 és 1566 között a lakosság teljesen római katolikus vallású volt. 1566 után azonban a katolikus egyház, mint helyben szervezett egyház megszűnt, s a század végén lakossága református hitre tért.
1601-ben Bocskai István birtoka volt, 1604-ben a kővági uradalomhoz számították. 1614-ben már a kereki váruradalom része, birtokosa ekkor Bánffy Dénes özvegye, a somlyai Báthory Anna volt. 1628-tól a Zólyomy család, Zólyomy Miklós birtoka lett.
1660-ban a törökök elfoglalták a megye utolsó erősségét, Nagyváradot is. Az egész megye török uralom alá került, a lakosság nagy része szétszóródott, kihalt. Nagyvárad visszavételének évében (1692-ben) Keresztes lakatlan falu volt, 6 keresztesi családot Báránd községben írtak össze, s megjegyezték róluk, hogy körülbelül 4 évvel azelőtt menekültek el az elpusztított településükről. A hódoltság megszűnését követően gyorsan újratelepült faluban 1715-ben 24, öt évvel később pedig már 75 jobbágycsaládot számoltak össze.
A bécsi udvar Szentjobb várának visszafoglalása után a Thököly-párti Zólyomy Miklós minden birtokát elkobozta, köztük Keresztest is. Az udvari kamara a Zólyomiak egykori birtokait hamarosan eladta gróf Csáki Lászlónak. (A falu egészen a 20. század elejéig nagy részben a Csákiak birtoka maradt. Ekkorra itteni birtokaikat eladták, s újabb nagybirtokok már nem alakultak ki a községben.) 
Az első magyarországi népszámlálást II. József rendeletére végezték 1784-ben. Ekkor már a falut Mezőkeresztesnek nevezték, lakossága 1599 fő volt.
1836-ban földosztás volt, de a keresztesiek ezzel nem voltak megelégedve. 1848-ig hallgattak, majd beperelték az uradalmat. 1863-ban úgy látszott, a per el fog veszni; ekkor az uradalom és a lakosság között egyezség jött létre: a kezükben maradt földekért kárpótlást fizettek az uradalomnak.
A faluból az 1848–49-es szabadságharcban sokan részt vettek, a keresztesi honvédek névsorát Osváth Pál jegyezte fel.
A helység 1850-ben járási székhely lett (Sárréti, később Mezőkeresztesi járás) és vásártartási jogot kapott, így dinamikusan fejlődni kezdett és rövidesen a járás egyik meghatározó települése lett. Városiasodó jellegére utal, hogy 1900 táján már két gőzmalma és két olvasóköre is volt.
1912-ben a falu neve újra megváltozott. A postaforgalom szélesebb körű elterjedésével sok zavart okozott, hogy Borsod megyében volt egy másik Mezőkeresztes nevű község. Eredeti nevét az tarthatta meg, a bihari Mezőkeresztesből Biharkeresztes lett.
Az I. világháború alatt (1914–1918) román csapatok szállták meg a falut. A harcokban 80 lakos esett el. A trianoni határ létrehozása jelentősen visszavetette a fejlődésben Biharkeresztest, mert éppen a kulturális és gazdasági centrumnak számító Nagyváradtól szakította el a határ.
1970-ben megszűnt a Biharkeresztesi járás, és ez a települést átmenetileg visszavetette a fejlődésben. 1989-ben városi rangot kapott.
Napjainkban Biharkeresztes mikroközpontként  látja el Ártánd, Bojt, Nagykereki és Told közigazgatását közös önkormányzati hivatal fenntartásával. Jelenleg a Határmenti Bihari Települések Területfejlesztési Társulásának, az Óvodai Társulásnak, a Szociális és Gyermekjóléti Társulásnak  és a Biharkeresztes Ártánd Infrastruktúra-fejlesztési Társulásnak a székhelye. 2013 óta járási kirendeltség és kormányablak is működik a városban.

## Közélete

### Polgármesterei
| Időszak   | Polgármester        | Párt      |
| --------- | ------------------- | --------- |
| 1990–1994 | Dr. Balogh Antal    | független |
| 1994–1998 | Kozma Sándor        | független |
| 1998–2002 | Fülöp Mihály István | SZDSZ     |
| 2002–2006 | Fülöp Mihály István | SZDSZ     |
| 2006–2010 | Barabás Ferenc      | független |
| 2010–2014 | Barabás Ferenc      | független |
| 2014–2019 | Barabás Ferenc      | független |
| 2019–2024 | Dani Béla Péter     | független |
| 2024–     | Dani Béla Péter     | független |

## Népessége
| Év   | Lakosok száma | Év   | Lakosok száma |
| ---- | ------------- | ---- | ------------- |
| 1784 | 1599          | 1941 | 4007          |
| 1851 | 2710          | 1949 | 4453          |
| 1870 | 2863          | 1960 | 4844          |
| 1880 | 2676          | 1970 | 4788          |
| 1890 | 2950          | 1980 | 4661          |
| 1900 | 3194          | 1990 | 4498          |
| 1910 | 3560          | 2001 | 4303          |
| 1920 | 3669          | 2004 | 4090          |
| 1930 | 4271          | 2009 | 4191          |
|      |               | 2018 | 4345          |

### Népcsoportok
2001-ben a város lakosságának 96%-a magyar, 4%-a cigány nemzetiségűnek vallotta magát.
A 2000-es évek első évtizede végén megindult egy fokozatos bevándorlás Nagyvárad vidékéről. A jóval alacsonyabb magyarországi ingatlanárak kedvező feltételeket biztosítanak, ezért egyre több nagyváradi, újabban nem csak ottani magyarok, de románok is, települnek át, és ingáznak Biharkeresztes és Nagyvárad között.
A 2011-es népszámlálás során a lakosok 85%-a magyarnak, 9,1% cigánynak, 0,3% németnek, 4,6% románnak mondta magát (14,2% nem nyilatkozott; a kettős identitások miatt a végösszeg nagyobb lehet 100%-nál). A vallási megoszlás a következő volt: római katolikus 9,5%, református 39,9%, görögkatolikus 1,2%, evangélikus 0,2%, felekezeten kívüli 20,9% (25,4% nem válaszolt).
2022-ben a lakosság 88,2%-a vallotta magát magyarnak, 7,8% románnak, 2,9% cigánynak, 0,4% németnek, 0,1-0,1% bolgárnak, ukránnak és szerbnek, 1,8% egyéb, nem hazai nemzetiségűnek (10,6% nem nyilatkozott; a kettős identitások miatt a végösszeg nagyobb lehet 100%-nál). Vallásuk szerint 36,5% volt református, 9,2% római katolikus, 1,9% görög katolikus, 1,8% ortodox, 0,2% evangélikus, 2% egyéb keresztény, 0,8% egyéb katolikus, 12% felekezeten kívüli (35,5% nem válaszolt).

## Kultúra

### Visszatérő rendezvények
- A Magyar Kultúra Napja – minden év január 22. körül
- A város hete – minden év áprilisában  megrendezett  egyhetes programsorozat
- BIHart – református művészeti fesztivál, amelyet szintén minden év májusában rendeznek
- Bihar – Bihor Expo Határmenti Kiállítás és Vásár – a település legjelentősebb rendezvénye, amelyet minden év áprilisában a Város hete rendezvénysorozat befejező eseményeként rendeznek
- Szüreti mulatság minden év szeptemberében kerül megrendezésre
- Idősek hete – októberben rendezik
- Adventi rendezvények
- Városi karácsony
- Gárdonyi Gála – a Gárdonyi Zoltán Református Általános Iskola és AMI által rendezett rendezvény

### Civil szervezetek
- Biharkeresztesi Városi Sportegyesület
- Biharkeresztesi Horgászegyesület
- Biharkeresztesi Polgárőrszövetség
- Biharkeresztesi Nyugdíjas Klub
- Gyermekek Egészséges Fejlődéséért Alapítvány
- Az Óvodás Gyermekekért Alapítvány
- Fehér Mályva Hagyományőrző Egyesület
- Szarkaláb Néptánc Egyesület

### Keresztesi Hírek
A Keresztesi Hírek c. újság félévente jelenik meg 10-15 oldal terjedelemben. „Biharkeresztes város önkormányzati-közéleti lapja.”

## Intézmények

### Biharkeresztesi Szivárvány Bölcsőde és Óvoda
A 2–7 éves gyermekek számára csoportos foglalkozásokat, nevelést biztosít. Célja a sajátos nevelési igényű gyerekek készségeinek fejlesztése is. Foglalkozik szakkörök szervezésével, lehetőség van a cigány kultúra megismerésére és étkezést biztosít a gyerekeknek. 2000-ig öt, azóta hat csoport indul évente. Maximálisan felvehető létszám: 150 fő.

### Biharkeresztesi Bocskai István Általános Iskola
A 20. század elején a községben két fiú- és két lányiskola volt. Az 1927/1928-as tanévben 6 tanterem építését engedélyezték, 1963-ban pedig újabb iskolaépületet adtak át. Az 1972-ben megnyílt kollégium 1985-ben szűnt meg. 1992-ben egy 8 tantermes épületet, 1999-ben új épületszárnyat adtak át.

### Gárdonyi Zoltán Református Iskola és Alapfokú Művészeti Iskola
1997-ben jött létre Gárdonyi Zoltán Református Zeneiskola néven, azóta néptánc, kerámia, rajz, furulya és kürt foglalkozások is vannak.

### BSZC Bocskai István Gimnáziuma, Szakközépiskolája, Szakiskolája  és Kollégiuma
Az iskola épületének régi szárnya 1969-ben, a kollégium 1997-ben épült. Az intézmény 1992-ben új profillal bővült: szakiskolai osztályok indultak (választható szakmák: festő-mázoló, burkoló, dísznövénykertész, virágkötő, számítógép-szerelő és karbantartó). A 2009/2010-es tanévtől szakközépiskolai osztály indult, a választható szakmacsoportok: kereskedelem, marketing, üzleti adminisztráció, egyéb szolgáltatások (előkészítés a rendőri vagy katonai pályára) és mezőgazdaság. A gimnáziumi évfolyamokon angol és német nyelvből felkészítenek a középfokú nyelvvizsgára, informatikából pedig az ECDL vizsgára.

### Városi Könyvtár
A könyvtár épülete 1970-ben épült, akkor Járási Könyvtárként működött. Állományában 34 ezer kötet könyv, 1670 hanglemez, 1500 db videókazetta, 1360 diafilm és kb. 100 db CD-ROM található. Több rendezvénynek ad helyet, évek óta itt tartják a Kazinczy-verseny területi döntőjét, illetve helyt ad az általános iskolások vers- és mesemondó versenyének is. A látogatóknak a könyvkölcsönzés mellett lehetőségük van videókazetták, diafilmek és folyóiratok kölcsönzésére, fénymásolásra és az internet használatára is.

### Művelődési Ház
Elődjét – a Járási Művelődési Otthont – lebontották, ennek helyén épült a mai épület. A Művelődési Ház közművelődési feladatait 1999. szeptember 1-jétől látja el újra. Az épületben működik a Falugazdász Iroda és egy ügyvédi iroda is, emellett tanfolyamoknak és továbbképzéseknek is biztosít helyet.

## Látnivalói
- Református templom – az épületről helyreállítási munkálatok közben derült ki, hogy egyes ablakai román stílusban épültek, ez pedig azt tanúsítja, hogy a kérdéses épületrészek még az Árpád-korban épülhettek, s a templom csak a 16. században vagy azután került a reformátusokhoz. Az épületet 1988-ban műemlékké nyilvánították.
- Katolikus templom – 1857-ben épült, amikor a katolicizmus kezdett újjáéledni a lakosság körében.
- Bocskai István erdélyi fejedelem mellszobra (a gimnázium előtt)
- Szent László szobra (a katolikus templom előtt)
- Osváth Pál mellszobra (az Ady Endre és a Kölcsey utca sarkán) és egész alakos szobra (a városháza előtt)
- Az első és a második világháború áldozatainak emlékműve (Hősök tere)
- Az 1956-os forradalom és szabadságharc emlékműve (a Széchenyi és az Ady Endre utca sarkán található; Győrfi Lajos alkotása)
- Helytörténeti gyűjtemény (Ady Endre u. 12.)

## Híres emberek
- A városban található Osváth Pál sírja és két szobra. Ő szervezte meg a körzet közigazgatását, postáját és írta meg a Nagy-Sárrét történetét.
- Kőrösy Lajos (1910–) festőművész
- Itt született Járai Zsigmond (1951–) volt pénzügyminiszter, a Magyar Nemzeti Bank egykori elnöke
- Nagy István festőművész[28]

### Híres lelkészek
- Csizmadia Tibor iskolalelkész, lelkész
- Ember Pál lelkész, hitszónok
- Nagy Zsolt esperes, lelkész
- Nagy Gyula lelkész
- Nagy Zsoltné Kiss Katalin Gyöngyi lelkész, intézményvezető